# روبي تيري
روبي تيري (بالإنجليزية: Ruby Terry)‏ هي كاتبة غنائية أمريكية، ولدت في فبراير 1952 في كولومبيا في الولايات المتحدة.